# Liste der Monuments historiques in Bouconville-sur-Madt
Die Liste der Monuments historiques in Bouconville-sur-Madt führt die Monuments historiques in der französischen Gemeinde Bouconville-sur-Madt auf.

## Liste der Immobilien
| Bezeichnung       | Beschreibung            | Standort               | Kennzeichnung | Schutzstatus | Datum | Bild           |
| ----------------- | ----------------------- | ---------------------- | ------------- | ------------ | ----- | -------------- |
| Kirche St-Maurice | aus dem 15. Jahrhundert | Rue de l’Église (Lage) | PA00106501    | Classé       | 1921  | weitere Bilder |